# Volvo YCC

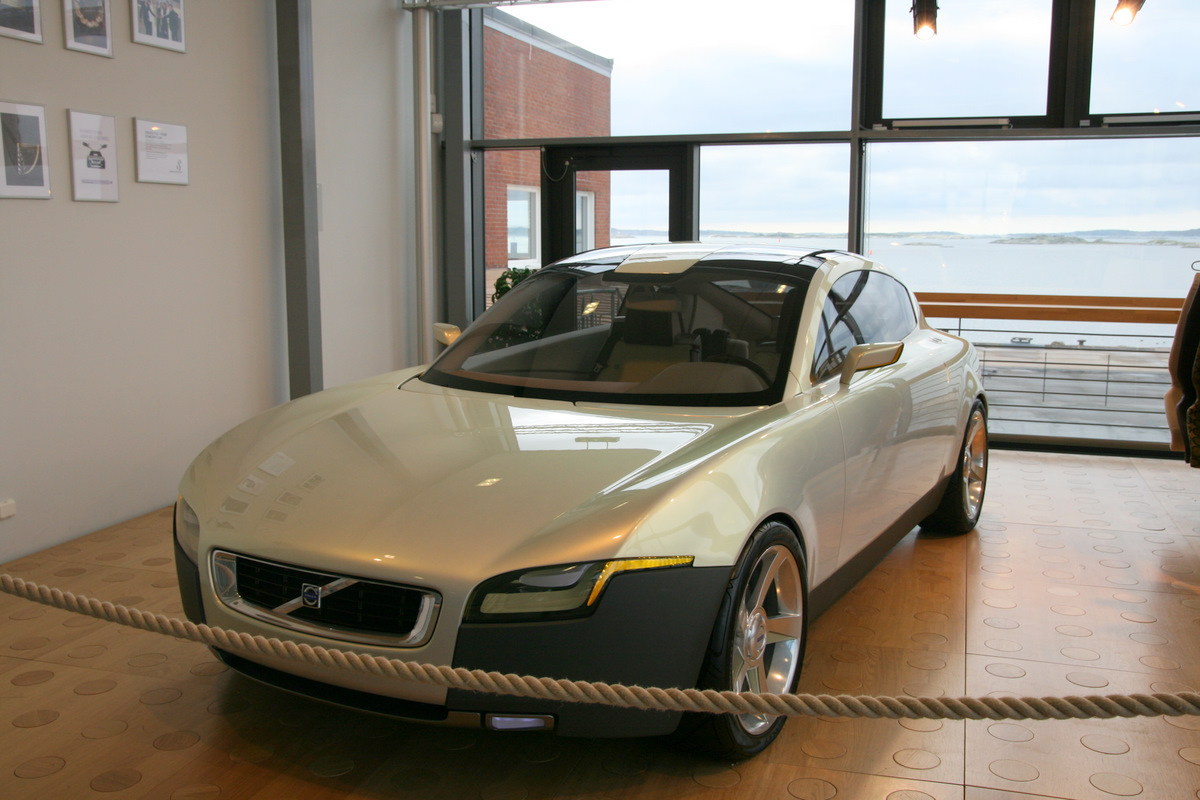
Volvo YCC

Volvo YCC är en konceptbil framtagen av en grupp kvinnor inom Volvo Personvagnar. Konceptbilen är en icke-körbar fullskalemodell som idag står på Volvo Museum i Arendal i Göteborg.
YCC-teamet arbetade under 14 månader med att ta fram konceptbilen YCC för Internationella bilsalongen i Genève 2004. Det fick Torsten och Wanja Söderbergs pris 2005.